# 186-я танковая бригада
186-я танковая  Краснознаменная бригада — танковая бригада Красной армии в годы Великой Отечественной войны. Сокращённое наименование — 186 тбр.

## Формирование и организация
186-я танковая бригада сформирована на основании Директивы Зам. НКО № 724485сс от 15.04.1942 г. Горьковским АБТ Центром (Горький) 19 марта 1942 г. на базе 404-го отд. танкового батальона, имеющего неполный штат личного состава и без матчасти.
13 апреля 1942 г. в состав бригады передали 10 танков из состава танковой колонны «Выксунский металлург».
17 мая 1942 г. бригада грузилась в эшелоны в Горьком и прибыла в район сосредоточения - лес сев.-вост. Кудринская 22 мая 1942 г. и вступила в состав 10-го тк.
28 мая 1942 г. бригада в составе 10-го тк на Западный фронт и поступила с состав 16-й армии.
6 сентября 1942 г. бригада в составе 10-го тк выведена в резерв Ставки ВГК в район Можайска на доукомплектование.
1 января 1943 г. бригада в составе 10-го тк в районе Калач Воронежской обл. вошла в состав войск 1-й гв. армии Юго-Западного фронта.
24 февраля 1943 г. бригада в составе 10-го тк выведена в резерв Ставки ВГК, в состав войск Степного ВО и оперативно подчинена 5-й гв. армии.
7 июля 1943 г. бригада в составе 10-го тк выведена из состава 5-й гв. армии и переподчинена Воронежскому фронту, где находилась в составе 1-й ТА, 5-й и 6-й армий. 20 июля 1943 г. бригада в составе 10-го тк переподчинена 27-й армии. 5 августа 1943 г. бригада в составе 10-го тк оперативно подчинена 40-й армии. 12 августа 1943 г. бригада в составе 10-го тк в районе Тростянец подчинена 47-й армии. 29 августа 1943 г. бригада в составе 10-го тк в районе г. Зеньков оперативно подчинена 40-й армии 1-го Украинского фронта.
23 ноября 1943 г. бригада вышла из боя в районе Бровары Киевской обл., с 26 июня 1944 г. в составе корпуса выведена в резерв Ставки ВГК в Наро-Фоминск на доукомплектование.
30 августа 1944 г. бригада в составе 10-го тк поступила в состав 3-го Прибалтийского фронта.
10 октября 1944 г. бригада в составе 10-го тк переподчинена 2-му Прибалтийскому фронту.
20 декабря 1944 г. бригада в составе 10-го тк вошла в состав войск 2-го Белорусского фронта и подчинена 5-й гв. ТА.
После 25 марта 1945 г. боевых действий не вела.

## Боевой и численный состав
Бригада сформирована по штатам №№ 010/345-010/352 от 15.02.1942 г.:
- Управление бригады [штат № 010/345]
- 404-й отд. танковый батальон [штат № 010/346]
- 405-й отд. танковый батальон [штат № 010/346]
- Мотострелково-пулеметный батальон [штат № 010/347
- Противотанковая батарея [штат № 010/348]
- Зенитная батарея [штат № 010/349]
- Рота управления [штат № 010/350]
- Рота технического обеспечения [штат № 010/351]
- Медико-санитарный взвод [штат № 010/352]

Директивой ГШКА № 994018 от 01.09.1942 г. переведена на штаты №№ 010/270-010/277 от 31.07.1942:
- Управление бригады [штат № 010/270]
- 404-й отд. танковый батальон [штат № 010/271]
- 405-й отд. танковый батальон [штат № 010/272]
- Мотострелково-пулеметный батальон [штат № 010/273]
- Истребительно-противотанковая батарея [штат № 010/274]
- Рота управления [штат № 010/275]
- Рота технического обеспечения [штат № 010/276]
- Медико-санитарный взвод [штат № 010/277]

Директивой ГШ КА № 43189 от 23.12.1943 г. переведена на штаты №№ 010/500-010/506:
- Управление бригады [штат № 010/500]

- Рота управления [штат № 010/504]
- 1-й отд. танковый батальон [штат № 010/501] - до 27.07.1944 - 404-й отд. танковый батальон
- 2-й отд. танковый батальон [штат № 010/501] - до 27.07.1944 - 405-й отд. танковый батальон
- 3-й отд. танковый батальон [штат № 010/501]
- Моторизованный батальон автоматчиков [штат № 010/502]
- Зенитно-пулеметная рота [штат № 010/503]
- Рота технического обеспечения [штат № 010/505]
- Медсанвзвод [штат № 010/506]

## Подчинение
Периоды вхождения в состав Действующей армии:
- с 18.05.1942 по 06.09.1942 года.
- с 13.11.1942 по 28.12.1942 года.
- с 14.01.1943 по 15.03.1943 года.
- с 07.07.1943 по 29.11.1943 года.
- с 26.08.1944 по 02.12.1944 года.
- с 16.12.1944 по 19.12.1944 года.
- с 08.01.1945 по 27.03.1945 года.

| Дата          | Фронт (округ)            | Армия                        | Корпус               | Дивизия | Бригада | Примечания |
| ------------- | ------------------------ | ---------------------------- | -------------------- | ------- | ------- | ---------- |
| 01.04.1942 г. | Московский военный округ |                              |                      |         |         |            |
| 01.05.1942 г. | Московский военный округ |                              |                      |         |         |            |
| 01.06.1942 г. | Западный фронт           |                              | 10-й танковый корпус |         |         |            |
| 01.07.1942 г. | Западный фронт           |                              | 10-й танковый корпус |         |         |            |
| 01.08.1942 г. |                          | 16-я армия                   | 10-й танковый корпус |         |         |            |
| 01.09.1942 г. |                          | 16-я армия                   | 10-й танковый корпус |         |         |            |
| 01.10.1942 г. | Московский военный округ |                              | 10-й танковый корпус |         |         |            |
| 01.11.1942 г. | Московский военный округ |                              | 10-й танковый корпус |         |         |            |
| 01.12.1942 г. | Московский военный округ |                              | 10-й танковый корпус |         |         |            |
| 01.01.1943 г  | РВГК                     |                              | 10-й танковый корпус |         |         |            |
| 01.02.1943 г  | Юго-западный фронт       |                              | 10-й танковый корпус |         |         |            |
| 01.03.1943 г. | Юго-западный фронт       |                              | 10-й танковый корпус |         |         |            |
| 01.04.1943 г. | РВГК                     |                              | 10-й танковый корпус |         |         |            |
| 01.05.1943 г. | Степной военный округ    | 66-я армия                   | 10-й танковый корпус |         |         |            |
| 01.06.1943 г. | РВГК                     | 5-я гвардейская армия        | 10-й танковый корпус |         |         |            |
| 01.07.1943 г  | РВГК                     | 5-я гвардейская армия        | 10-й танковый корпус |         |         |            |
| 01.08.1943 г. | Воронежский фронт        |                              | 10-й танковый корпус |         |         |            |
| 01.09.1943 г. | Воронежский фронт        | 47-я армия                   | 10-й танковый корпус |         |         |            |
| 01.10.1943 г. | Воронежский фронт        | 40-я армия                   | 10-й танковый корпус |         |         |            |
| 01.11.1943 г  | Воронежский фронт        | 40-я армия                   | 10-й танковый корпус |         |         |            |
| 01.12.1943 г  | РВГК                     |                              | 10-й танковый корпус |         |         |            |
| 01.01.1944 г  | РВГК                     |                              | 10-й танковый корпус |         |         |            |
| 01.02.1944 г  | РВГК                     |                              | 10-й танковый корпус |         |         |            |
| 01.03.1944 г  | РВГК                     |                              | 10-й танковый корпус |         |         |            |
| 01.01.1944 г  | РВГК                     |                              | 10-й танковый корпус |         |         |            |
| 01.02.1944 г  | РВГК                     |                              | 10-й танковый корпус |         |         |            |
| 01.03.1944 г  | РВГК                     |                              | 10-й танковый корпус |         |         |            |
| 01.04.1944 г  | РВГК                     |                              | 10-й танковый корпус |         |         |            |
| 01.04.1944 г  | РВГК                     |                              | 10-й танковый корпус |         |         |            |
| 01.05.1944 г  | РВГК                     |                              | 10-й танковый корпус |         |         |            |
| 01.06.1944 г  | РВГК                     |                              | 10-й танковый корпус |         |         |            |
| 01.07.1944 г  | Киевский военный округ   |                              | 10-й танковый корпус |         |         |            |
| 01.08.1944 г  | Московский военный округ |                              | 10-й танковый корпус |         |         |            |
| 01.09.1944 г  | 3-й Прибалтийский фронт  |                              | 10-й танковый корпус |         |         |            |
| 01.10.1944 г  | 3-й Прибалтийский фронт  |                              | 10-й танковый корпус |         |         |            |
| 01.11.1944 г  | 2-й Прибалтийский фронт  |                              | 10-й танковый корпус |         |         |            |
| 01.12.1944 г  | 2-й Прибалтийский фронт  |                              | 10-й танковый корпус |         |         |            |
| 01.01.1945 г  | 2-й Прибалтийский фронт  | 5 гвардейская танковая армия | 10-й танковый корпус |         |         |            |
| 01.02.1945 г  | 2-й Прибалтийский фронт  | 5 гвардейская танковая армия | 10-й танковый корпус |         |         |            |
| 01.03.1945 г  | 3-й Прибалтийский фронт  |                              | 10-й танковый корпус |         |         |            |
| 01.04.1945 г  | РВГК                     |                              | 10-й танковый корпус |         |         |            |
| 01.05.1945 г  | РВГК                     |                              | 10-й танковый корпус |         |         |            |

## Командиры

### Командиры бригады
- Белоглазов Иван Дмитриевич, подполковник (в июле 1942 снят с должности) 09.04.1942 - 15.07.1942 года.[1]
- Колесников Иван Михайлович, полковник, 16.07.1942 - 26.01.1943 года.[2]
- Овсянников Александр Васильевич, подполковник, с 22.05.1943 полковник, ид, 27.01.1943 - 24.06.1943 года.[3]
- Овсянников Александр Васильевич, подполковник,24.06.1943 - 09.07.1944 года.
- Игонин Иван Георгиевич, полковник, ид, 09.07.1944 - 25.09.1944 года.
- Игонин Иван Георгиевич, полковник (10.10.1944 снят с должности), 25.09.1944 - 10.10.1944 года.[4]
- Соколов Василий Григорьевич, подполковник. врид, 28.09.1944 - 26.11.1944 года.[5]
- Гнездилов Дмитрий Алексеевич, полковник, ид, 27.11.1944 - 00.03.1945 года.[6]
- Исаев Николай Дмитриевич, подполковник, ид, 06.03.1945 - 00.06.1945 года.

### Начальники штаба бригады
- Гурович Теодор Михайлович, майор, 00.04.1942 - 00.01.1943 года.[7]
- Андреев Василий Иванович, майор, 00.08.1942 - 00.12.1942 года.
- Жуков Михаил Евдокимович, майор, 00.01.1943 - 00.03.1943 года.[8]
- Комаров Иван Павлович, майор, 00.03.1943 - 14.04.1943 года.[9]
- Данилюк Марк Иванович, подполковник, 14.04.1943 - 15.08.1943  года.[10]
- Пивоваров Константин Михайлович, майор, 15.08.1943 - 07.12.1943 года.[11]
- Комаров Иван Павлович, майор, 07.12.1943 - 00.05.1944 года.[9]
- Тихонов Владимир Петрович, майор, 15.05.1944 - 00.06.1945 года.[12]

### Заместитель командира бригады по строевой части
- Колесников Иван Михайлович, полковник, 00.05.1942 - 00.07.1942 года.
- ШалыгинН Николай Сергеевич, подполковник, 04.11.1942 - 25.11.1942 года.
- Кулибабенко Валентин Алексеевич, подполковник. 00.04.1943 - 00.10.1943 года.
- Аксенов Александр Степанович, подполковник, 00.09.1943 - 00.12.1943 года.

### Начальник политотдела, заместитель командира по политической части
- Пирогов Иван Никитович, батальон. комиссар, с 17.11.1942 майор, 19.03.1942 - 16.06.1943 года.
- Каштанкин Василий Николаевич, подполковник, 16.06.1943 - 15.09.1943 года.
- Спирченок Николай Александрович, подполковник, 15.09.1943 - 28.03.1945 года.
- Рудь Иван Лукьянович, подполковник, 28.03.1945 - 14.07.1945 года.

## Отличившиеся воины
| Награда | Ф. И.О                     | Звание                                                                          | Должность | Дата награждения | Примечания |
| ------- | -------------------------- | ------------------------------------------------------------------------------- | --------- | ---------------- | ---------- |
|         | Краснов, Виктор Михайлович | командир орудия танка 1-го танкового батальона 186-й танковой бригады           | сержант   | 10.04.1945 г.    |            |
|         | Щабельский, Иван Петрович  | старший радист-пулемётчик танка 1-го танкового батальона 186-й танковой бригады | старшина  | 19.04.1945 г.    |            |

## Награды и наименования
| Награда, наименование  | Дата                                                                       | За что получена |
| ---------------------- | -------------------------------------------------------------------------- | --- |
| Орден Красного Знамени | награждена указом Президиума Верховного Совета СССР от 26 апреля 1945 года | За образцовое выполнение заданий командования в боях с немецкими захватчиками при овладении городом Браунсберг и проявленные при этом доблесть и мужество |